# Ernest Dowson

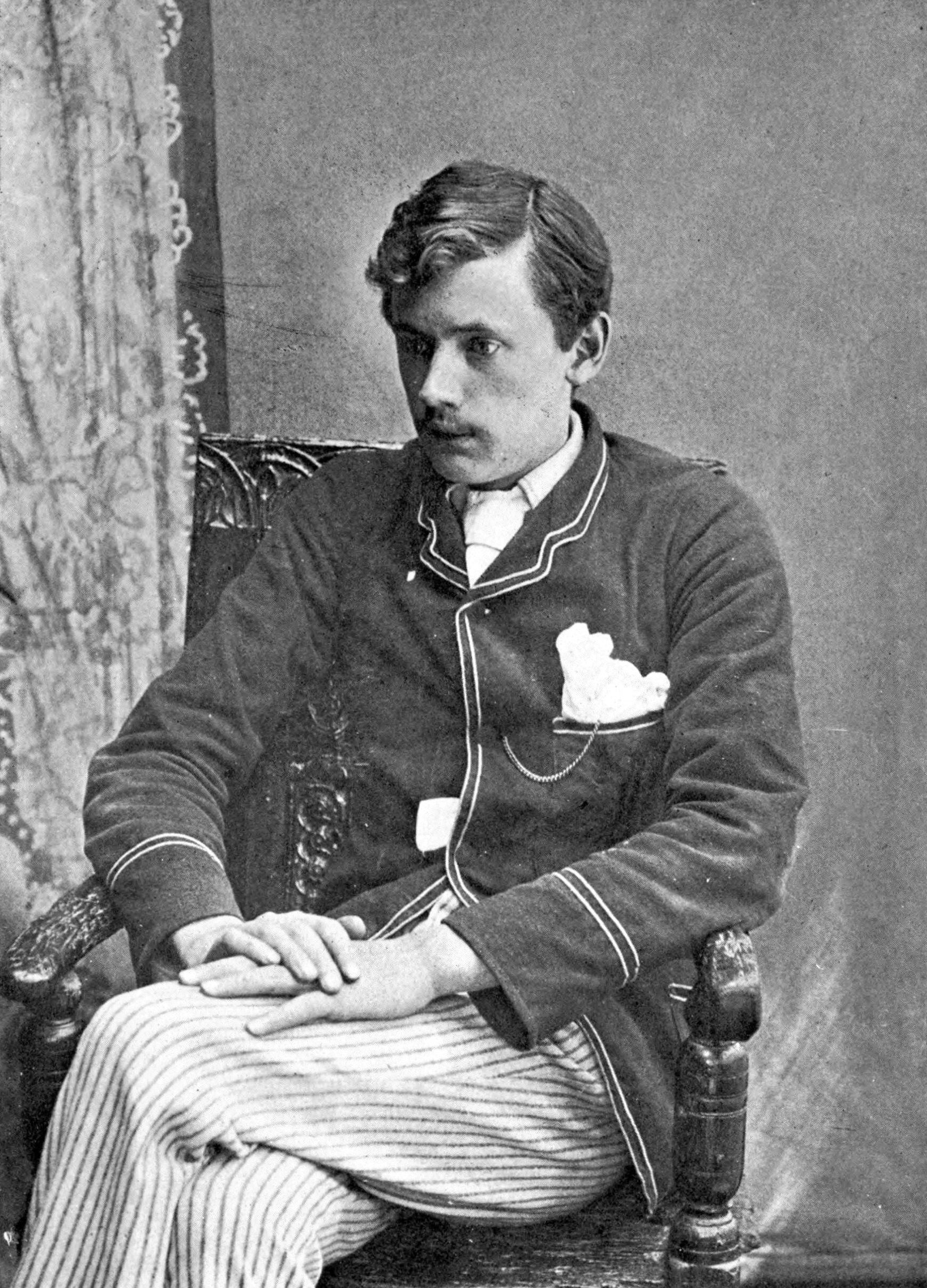
Porträt von Ernest Dowson

Ernest Christopher Dowson (* 2. August 1867 in Lee, London; † 23. Februar 1900 in Catford, London) war ein Dichter des englischen Symbolismus.

## Leben
Ernest Christopher Dowson wurde am 2. August 1867 in Lee, einem Stadtteil im Südosten von London, geboren. Seine Kindheit und Jugend verbrachte Ernest Dowson überwiegend außerhalb Englands. Sein Vater lebte zumeist in Frankreich und an der Riviera. 1886 kam er an das Queen’s College in Oxford, studierte dort etwa eineinhalb Jahre und ging dann nach London. Bis auf seine letzten Lebensjahre verbrachte er die meiste Zeit in Frankreich.
Dowson starb am 23. Februar 1900 in Catfort (südöstlicher Stadtteil von London). Er wurde auf dem römisch-katholischen Friedhof von Lewisham begraben.
Dowsons Wesen war gespalten, ein zarter Mann, höflich, vornehm, selbstlos – andererseits häufig unter Einfluss von Alkohol geradezu wahnsinnig und gänzlich unzurechnungsfähig. Sein Vater hatte ihm ein altes Dock im Ostende Londons hinterlassen, wo er in einem verfallenen Haus wohnte und häufig Gast in den zahlreichen Schenken der Docks war. Dieses Leben in den Kneipen und armen Gegenden setzte sich in Paris, Dieppe und Brüssel fort. Sein Gesundheitszustand verschlechterte sich, und als er nach London zurückkehrte, war er schon vom nahen Tod gekennzeichnet. Er lebte äußerst ärmlich und zurückgezogen – in seinen letzten Lebenswochen nahm ihn ein Freund in einer armen Behausung auf.
Dowson trat 1898/90 zum katholischen Glauben über – Anlass war vermutlich eine unglückliche Liebesbeziehung. Die Liebe zu einem Mädchen (Adelaide Foltinowicz, in seinen Versen „Cynara“ genannt), an das er die meisten seiner Verse schrieb, blieb unerfüllt.

## Dichterisches Werk
Dowson hat ein kleines dichterisches Werk hinterlassen. 1896 erschien der kleine Gedichtband Verses, darauf die Phantasie The Pierrot of the Minute und 1899 der Gedichtband Decorations. In dem Gedicht Non Sum Qualis Eram Bonae sub Regno Cynarae (1896) prägte er die später von Margaret Mitchell aufgegriffene Metapher gone with the wind. Neben diesen Versdichtungen schrieb er einen kleinen Band mit Kurzgeschichten, Dilemmas, Stories and Studies in Sentiment. Zusammen mit Arthur Moore schrieb er zwei Romane. Er übersetzte von Voltaire Pucelle und von Pierre-Ambroise-François Choderlos de Laclos Les Liaisons dangereuses.
Aubrey Beardsley illustrierte Dowsons Pierrot of the  Minute.
Dowson wurde von Stefan George sehr hoch geschätzt. Er widmete ihm sein Gedicht Juli-Schwermut. Er übertrug drei seiner Gedichte ins Deutsche und zählte ihn zu den wichtigsten europäischen Dichtern seiner Zeit.
Arnold Schönberg vertonte das Gedicht Seraphita. Frederick Delius vertonte 1907 mehrere Gedichte in seinem Zyklus Cynara.

## Werke

### Erstausgaben
- Comedy of Maske. Roman. Zusammen mit Arthur Moore. 1893.
- Dilemmas, Stories and Studies in Sentiment. Elkin Mathews, 1895.
- Verses. Einbandzeichnung von Aubrey Beardsley. Leonard Smithers.  1896.
- The Pierrot of the Minute, a Dramatic phantasy in one act. Künstl. Schmuck: Aubrey Beardsley. Leonard Smithers, 1897.
- Adrian Roe. Roman. Zusammen mit Arthur Moore.  1899
- Decorations: in verse and prose. Einbandzeichnung: Althea Gyles. Chiswick Press, 1899.

### Weitere Ausgaben (Auswahl)
- The Poetical Works of Ernest Christopher Dowson. Ed. with an Introd. by Desmond Flower. London: Cassell and Co. and John Lane The Bodley Head, 1934.
- The Letters of Ernest Dowson / coll. & ed. by Desmond Flower. Rutherford [u. a.] Fairleigh Dickinson Univ. Press, 1967
- Ernest Dowson, Gedichte – Zweisprachig. Herausgegeben, übersetzt, mit einer Einleitung und Anmerkungen von Frank Stückemann, Mattes Verlag Heidelberg, 2015.